# 悔悟 (クルアーン)
『悔悟』とは、クルアーンにおける第9番目の章（スーラ）。129の節（アーヤ）から成る。
全114章のうち、この章のみバスマラ（Basmala）が冒頭に置かれていない。そのため、第8章とのつながりを指摘し「全113章説」を挙げる学者もいる。
第60節に、サダカの対象者についての記述（他では第2章でも言及）がある。